# Suctobelbella multituberculata
Suctobelbella multituberculata är en kvalsterart som först beskrevs av Balogh och Sandór Mahunka 1967.  Suctobelbella multituberculata ingår i släktet Suctobelbella och familjen Suctobelbidae. Inga underarter finns listade i Catalogue of Life.